# ناحیه مارع
ناحیه مارع (به عربی: ناحیة مارع) یک ناحیه در سوریه است که در منطقه اعزاز واقع شده‌است. ناحیه مارع ۳۹٬۳۰۶ نفر جمعیت دارد.